# Heinz Brandt
Heinz Brandt, nemški jahač in general, * 11. marec 1907, Berlin-Charlottenburg, † 21. julij 1944, Rastenburg.
Brandt je bil član nemške jahalne ekipe, ki je na poletnih olimpijskih igrah leta 1936 osvojila vse zlate medalje v vseh 6 disciplinah; do sedaj prvi in edini tak uspeh.
Bil je prisoten na sestanku 20. julija 1944, ko je bil izveden bombni atentat na Hitlerja; bil je eden od njegovih adjutantov. Hitler je preživel atentat, medtem ko je Brandt naslednji dan podlegel ranam. posmrtno je bil povišan v generalmajorja.

## Življenjepis
Aprila 1925 je vstopil v 13. konjeniški polk. Med 18. novembrom 1926 in 1. septembrom 1927 je bil udeleženec 1. šolskega tečaja na Pehotni šoli, nato pa je med 17. oktobrom 1927 in 16. avgustom 1928 vodil II. šolski tečaj v Konjeniški šoli v Hannovru. 1. oktobra 1930 je postal predavatelj na tej šoli. 1. oktobra 1931 je bil premeščen k 2. konjeniškemu polku, saj je bilo poveljstvo Konjeniške šole do nadaljnjega razpuščeno.
1. maja 1933 je postal poveljnik posebnega odreda Konjeniške šole, kjer se je začel pripravljati na poletne olimpijske igre 1936. Na njih je bil član nemške jahalne ekipe, ki je na poletnih olimpijskih igrah leta 1936 osvojila vse zlate medalje v vseh 6 disciplinah; do sedaj prvi in edini tak uspeh. Sam je bil član ekipe, ki je osvojila zlato medaljo v preskakovanju ovir.
6. oktobra 1936 je bil prestavljen na Vojno akademijo, kjer je nadaljeval s poučevanjem. Po anšlusu je bil dodeljen štabu 25. pehotni diviziji Wehrmachta. 1. aprila 1939 je postal IIa dotičnega štaba.
1. oktobra istega leta pa je bil premeščen v generalštab OKW; 8. februarja 1940 je postal Ia v štabu 297. pehotne divizije. 1. novembra 1940 pa je bil ponovno premeščen v generalštab; tokrat je postal Ia operacijskega oddelka OKH.
Bil je prisoten na sestanku 20. julija 1944, ko je bil izveden bombni atentat na Hitlerja; bil je eden od prisotnih adjutantov. Claus von Stauffenberg je podtaknil bombo v torbo, ki jo je nato postavil na notranjo stran mizi. Med konferenco, potem ko je von Stauffenberg že zapustil prostor, je Brandt po nesreči zadel torbo in jo umaknil na zunanjo stran mize. Ob eksploziji je bil Brandt najbližje bombi; njegovo telo in masivna stranica mize, sta zaščitila Hitlerja, ki je tako preživel atentat le z manjšimi poškodbami, medtem ko je Brandt naslednji dan podlegel ranam. posmrtno je bil povišan v generalmajorja. Zanimivo je tudi dejstvo, da je med prvim Stauffenbergovim poskusom atenata, bil prav Brandt tisti, ki je nevedoč spravil bombo na letalo, ki pa potem ni eksplodirala zaradi slabega detonatorja.

## Napredovanje
- 1. april 1925 - Fahnenjunker
- 1. november 1926 - podčastnik
- 1. december 1928 - poročnik
- 1. december 1932 - nadporočnik
- 6. oktober 1936 - stotnik
- 1. januar 1941 - major
- 1. april 1942- podpolkovnik
- 1. maj 1943 - polkovnik
- 22. julij 1944 - generalmajor